# Byram (Misisipi)
Byram es una ciudad del Condado de Hinds, Misisipi, Estados Unidos. Según el censo de 2000 tenía una población de 7.386 habitantes y una densidad de población de 159.9 hab/km².

## Demografía
Según el censo de 2000, había 7.386 personas, 2.719 hogares y 2.180 familias residiendo en la localidad. La densidad de población era de 159,9 hab./km². Había 2.817 viviendas con una densidad media de 61,0 viviendas/km². El 85,68% de los habitantes eran blancos, el 13,02% afroamericanos, el 0,19% amerindios, el 0,47% asiáticos, el 0,01% isleños del Pacífico, el 0,26% de otras razas y el 0,37% pertenecía a dos o más razas. El 0,76% de la población eran hispanos o latinos de cualquier raza.
Según el censo, de los 2.719 hogares en el 41,8% había menores de 18 años, el 66,5% pertenecía a parejas casadas, el 9,8% tenía a una mujer como cabeza de familia, y el 19,8% no eran familias. El 16,9% de los hogares estaba compuesto por un único individuo, y el 4,8% pertenecía a alguien mayor de 65 años viviendo solo. El tamaño promedio de los hogares era de 2,72 personas y el de las familias de 3,06.
La población estaba distribuida en un 27,0% de habitantes menores de 18 años, un 7,6% entre 18 y 24 años, un 35,3% de 25 a 44, un 21,9% de 45 a 64, y un 8,1% de 65 años o mayores. La media de edad era 34 años. Por cada 100 mujeres había 94,6 hombres. Por cada 100 mujeres de 18 años o más, había 92,8 hombres.
Los ingresos medios por hogar en la localidad eran de 54.402 dólares ($), y los ingresos medios por familia eran 59.014 $. Los hombres tenían unos ingresos medios de 35.673 $ frente a los 27.299 $ para las mujeres. La renta per cápita para la ciudad era de 20.689 $. El 3,4% de la población y el 3,0% de las familias estaban por debajo del umbral de pobreza. El 3,3% de los menores de 18 años y el 13,0% de los habitantes de 65 años o más vivían por debajo del umbral de pobreza.

## Geografía
Según la Oficina del Censo de los Estados Unidos, Byram tiene un área total de 47,0 km² de los cuales 46,2 km² corresponden a tierra firme y 0,8 km² a agua. El porcentaje total de superficie con agua es 1,65%.